# Live in Chicago 1965
Live in Chicago 1965 es un álbum en vivo de The Beach Boys, publicado el 6 de diciembre de 2015 exclusivamente a través de iTunes Store. Fue grabado originalmente en 1965. Todas las pistas estaban inéditas hasta el momento. Junto a The Lost Concert y Live in Sacramento 1964, este lanzamiento amplia el material oficial de The Beach Boys en vivo con su formación original, ya que hasta el momento solo estuvo disponible el LP Beach Boys Concert editado oficialmente en 1964.
El álbum fue editado para resguardar los derechos de estas grabaciones en el mercado europeo, puesto que la legislación actual establece que aquellos registros que permanezcan inéditos tras 50 años pasan al dominio público. Por este motivo se han editado otros álbumes con grabaciones inéditas como The 50th Anniversary Collection de Bob Dylan y The Beatles Bootleg Recordings 1963 de The Beatles. En 2013 había salido a la venta The Big Beat 1963 con sesiones de Brian Wilson y The Honeys por el mismo motivo.

## Lista de canciones
Primer show – en vivo en el Arie Crown Theater, Chicago – 26 de marzo de 1965
1. "Intro"
2. "Do You Wanna Dance"
3. "Little Honda"
4. "Surfin’ U.S.A."
5. "Don’t Worry Baby"
6. "Papa-Oom-Mow-Mow"
7. "Monster Mash"
8. "Louie Louie"
9. "Hawaii"
10. "Surfer Girl"
11. "Runaway"
12. "Shut Down"
13. "Wendy"
14. "Please Let Me Wonder"
15. "Fun Fun Fun"
16. "I Get Around"
17. "Johnny B. Goode"

Segundo show – en vivo en el Arie Crown Theater, Chicago – 27 de marzo de 1965
1. "Intro"
2. "Do You Wanna Dance"
3. "Hawaii"
4. "Please Let Me Wonder"
5. "Surfer Girl"
6. "Runaway"
7. "Louie Louie"
8. "Fun Fun Fun"
9. "409"
10. "Shut Down"
11. "Monster Mash"
12. "Surfin’ U.S.A."
13. "Little Honda"
14. "Wendy"
15. "In My Room"
16. "Don’t Worry Baby"
17. "I Get Around"
18. "Johnny B. Goode"
19. "Papa-Oom-Mow-Mow"

Rehearsals
1. "Louie Louie"
2. "Little Honda"
3. "Surfin’ USA"
4. "Wendy"